# Hackelia popovii
Hackelia popovii är en strävbladig växtart som beskrevs av Chukavina. Hackelia popovii ingår i släktet Hackelia och familjen strävbladiga växter. Inga underarter finns listade i Catalogue of Life.